# Bejànitsi
Bejànitsi (en rus: Бежаницы) és un poble (un possiólok) de l'óblast de Pskov, a Rússia, segons el cens del 2021 tenia 3.731 habitants. És el centre administratiu del districte (raion) homònim